# 자외선 파탄

자외선 파탄은 고전적인 이론에서 레일리-진스 법칙에 따른 이상적인 흑체의 복사 에너지를 계산할 때 짧은 파장대에서 보이는 오류를 의미한다. 레일리-진스 법칙에 따른 검은선과, 플랑크 법칙에 따른 파란선을 비교하면 오류가 확연히 드러난다.

자외선 파탄(Ultraviolet catastrophe)은 고전적인 복사 이론에서 자외선보다 짧은 파장대의 복사가 실제보다 과대하게 예측되어 에너지가 무한대가 되어 버리는 것을 의미한다.
"자외선 파탄"이라는 단어는 1900년의 레일리-진스 법칙에서 어원을 따내어 1911년 파울 에렌페스트가 만들어냈다. 레일리-진스 법칙은 105GHz 이하의 방사성 주파수에 대해서는 정확하게 예측하였으나, 자외선의 주파수를 넘어가면 전자기 스펙트럼이 실험에 의한 결과와는 서서히 멀어져가는 모습을 보였다. 처음 이 단어가 나왔을 때는 양자 전기역학과 같은 학문에서 비슷한 예측을 위해 사용되기도 했다.

## 문제점
자외선 파탄은 고전적 통계역학의 에너지 등분배법칙에서 비롯되었다. 이에 따르면 모든 조화 진동자는 평형계 내에서 평균에너지 {\displaystyle (1/2)kT}를 가진다. 예를 들기 위해 Mason의 A History of the Sciences에 따라, 다양한 모형을 가지는 끈을 가져와 보자. 끈은 고유 진동자여서 길이에 따른 고유진동수가 있으며, 이 진동수를 따라 진동한다. 고전역학에 따르면, 방사체의 에너지는 이 고유 진동자처럼 행동한다. 모든 모형에서 에너지는 같으므로, 진동수가 크고 파장이 짧을수록 에너지가 클 것이다.
고전 전자기학에 따르면, 전자기파의 3차원 모형에서 에너지는 진동수의 제곱에 비례한다. 이는 복사전력이 진동수의 제곱에 비례한다는 레일리-진스 법칙을 따른다는 것을 의미한다. 따라서 진동수가 크면 클수록 복사전력의 크기가 제한이 없어지게 된다. 하지만 에너지가 무한하게 측정될 수 없으므로 이는 옳지 못하다고 각각 아인슈타인과 레일리, 제임스 진스가 지적했다.

## 문제 해결
막스 플랑크는 분광밀도 함수에 이상한 가정을 함으로써 올바른 형태를 이끌어 내었다. 플랑크는 전자기파가 '양자'라 불리는 각각의 덩어리 형태의 에너지만을 흡수하거나 방출할 수 있다고 가정했다. 여기서 에너지 E는

{\displaystyle E=h\nu =h{\frac {c}{\lambda }}}

으로 나타낼 수 있다(h는 플랑크 상수이다). 플랑크는 이 가정을 통해 분광에너지의 분포함수를 다음과 같이 고쳐냈다.

{\displaystyle B_{\lambda }(\lambda ,T)={\frac {2hc^{2}}{\lambda ^{5}}}{\frac {1}{e^{hc/(\lambda k_{\mathrm {B} }T)}-1}}}

알베르트 아인슈타인은 플랑크의 양자문제를 수학적인 허상이 아닌 하나의 물리적 입자라 상정하여 해결하였으며, 이 입자는 오늘날의 광자이다. 그는 광자 앙상블에 통계역학을 볼츠만식 스타일로 수정했다. 아인슈타인의 광자는 진동수에 비례하는 에너지를 가지고 있으며, 이를 이용하여 스토크스의 법칙과 광전 효과를 설명한다.

## 역사속 잘못된 사용
물리학 교과서같은 많은 물리학 역사에서 자외선 파탄에 대해 잘못 설명하는 경우가 있다. 대부분 "파탄"이라는 용어를 플랑크가 처음 제시했다고 표기한다. 사실 플랑크는 이 측면에서의 문제를 걱정한 적이 없는데, 이는 그가 에너지 등분배법칙이 필수적이라고 생각하지 않았기 때문이다. 플랑크의 제안은 나중에 되어서 위와같은 상황으로 해결법을 제공했을 뿐이다. 이 역사적 과정을 많은 역사가들이 알고 있음에도 불구하고 부정확한 내용이 존재하는 이유는 플랑크가 양자개념을 제시하게 된 실제 동기가 요약하기에 너무 복잡하고 힘들기 때문이다.